# Luigi De Marchi (Regisseur)
Luigi Latini De Marchi (* 22. Februar 1927 in Treviso; † 23. Juli 2020 in Scafati) war ein italienischer Filmregisseur, Drehbuchautor und Maler.

## Leben
De Marchi inszenierte im Laufe seiner Karriere beim Film, die aktiv von 1951 bis 1976 andauerte, nach Anfängen als Filmarchitekt und Kostümbildner etliche Filme, die allerdings keinen bleibenden Eindruck hinterließen. Er arbeitete auch in Spanien und unter verschiedenen Pseudonymen wie „Louis Mané“, „Luigi Demar“ und „John McWarriol“. Immer schrieb er, oft nach eigenem Treatment, die Bücher zu seinen Filmen und übernahm noch andere Funktionen; gelegentlich war er als Kostümausstatter tätig.
Sein 1964 entstandener Abenteuerfilm Indios a Nord Ovest entstand nach seinem eigenen Roman „Odissea verde“. De Marchi, der seit 1962 abwechselnd in Italien und Marokko lebte, repräsentierte dort die „Morocco Movie Group“.
Als Maler war De Marchi seit September 1953 bekannt, als er in Bologna eine erste Ausstellung hatte. 1988 wurde er mit einem Porträt des marokkanischen Herrschers Hassan II. beauftragt.

## Filmografie (Auswahl)

### Regisseur
- 1953: Condannata senza colpa
- 1961: Das Schwert der Rache (La spada della vendetta)
- 1962: Die Rache des schwarzen Rebellen (La notte dell'innominato)
- 1973: Die amourösen Nächte des Ali Baba (Le amorose notti di Alì Babà)